# Giorgio Del Zoppo
Giorgio Del Zoppo (Bergamo, 1285 – Bergamo, 21 agosto 1342) è stato un condottiero italiano del XV secolo.

## Biografia

### Le origini
La famiglia Del Zoppo era di origine longogarda. Nel XII secolo abitava la Torre del Gombito e godeva di stima presso la comunità cittadina perché pur essendo di fazione guelfa non aveva mai avuto scontri con le altre famiglie di Bergamo che erano di fazione opposta e sempre in discordia tra di loro. 

Importanti rappresentanti della famiglia furono Lanfranco Del Zoppo nominato tra i primi 13 consoli cittadini nel 1167 ad affermare l'autonomia della città ignorando le decisioni imperiali o vescovili, Giacomo Del Zoppo rappresentante del libero comune di Bergamo e tra i creatori del primo statuto cittadino del 1237. Un successivo Giacomo risulta nel 1293 podestà di Todi, così come un Giorgio nel 1298 membro del consiglio della città. 

Questa omonimia non sempre permette di stabilire quali siano state le cariche pubbliche di Giorgio Del Zoppo rispetto ai suoi famigliari.

### Bergamo e i Visconti
Figlio di Bartolomeo e Antonia, Giorgio Del Zoppo nacque verso il 1285, risulta fosse sposato nel 1324 con una Clara dalla quale non ebbe figli e da atti notarili e diversi contratti risulta fosse un ricco possidente di immobili dei quali riscuoteva molti affitti sia in Bergamo che in Torre Boldone.
Giorgio fu tra i personaggi protagonisti degli eventi funesti che intercorsero tra le famiglie guelfe e ghibelline. Gli eventi bellici causati dalla guerra tra i Visconti e i Della Torre che coinvolsero le famiglie e la città bergamasca nel 1314 obbligarono Giorgio Del Zoppo a fuggire avendo fatto parte del gruppo di guelfi che erano accorsi, con i cremonesi, a difesa di Pavia contro i milanesi, che però avevano vinto deponendo i torriani.

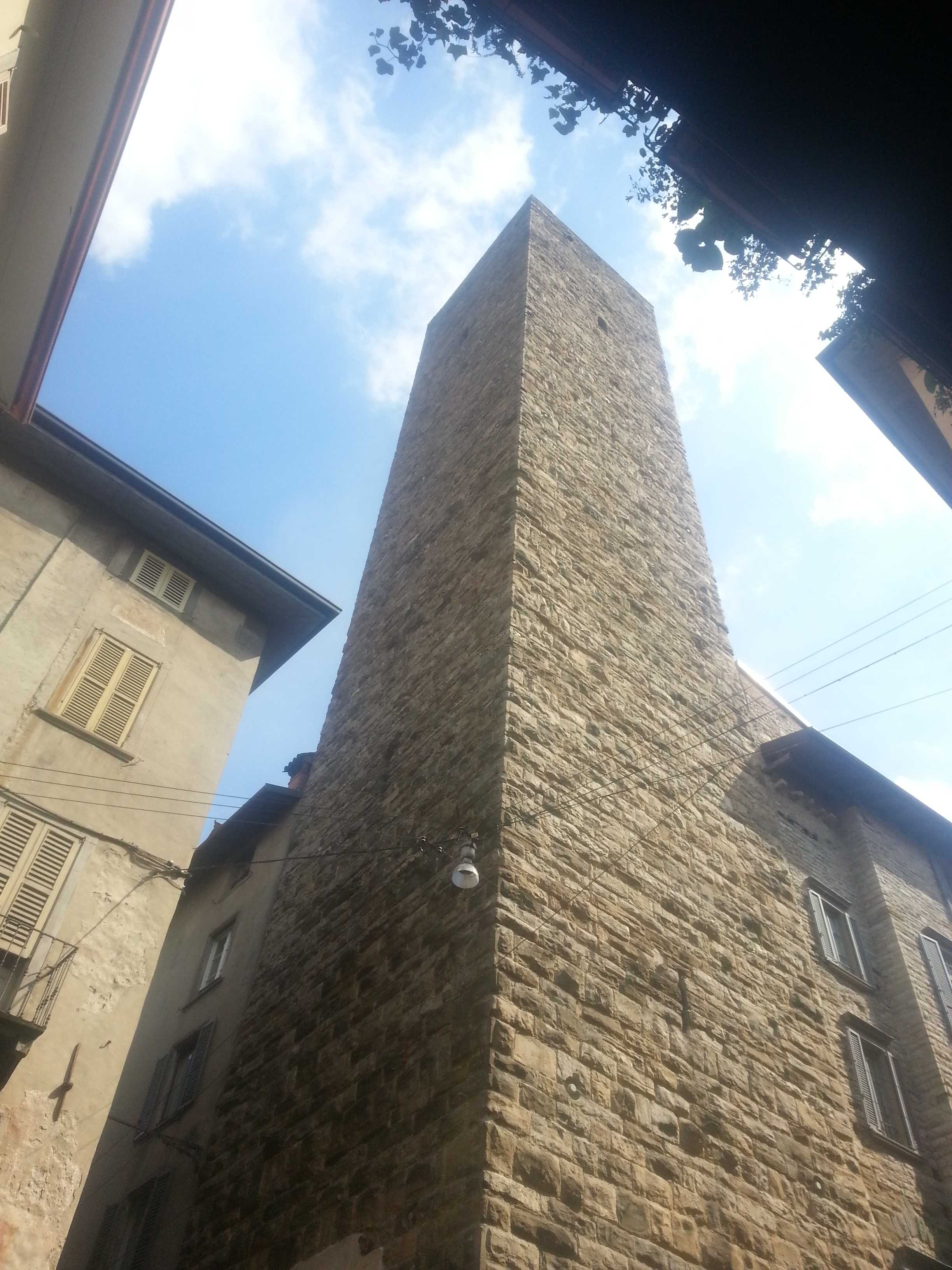
Torre del Gambito

La popolazione cittadina si divise tra la parte intrinseca che essendo imperialista era favorevole all'arrivo dei Visconti, e la parte estrinseca che voleva invece mantenere il libero comune di Bergamo ma che non l'arrivo dei nuovi signori, dovette fuggire.
Giorgio Del Zoppo cercò rifugio in alta Val Seriana nel castello Bucelleni di Gromo ospite di Bono Bucelleni, qui si fermò per tutto l'inverno e conobbe la giovanissima Anexina.
Nella primavera del 1315 Giorgio del Zoppo con i Bonghi, Belfantino Rivola e Galeazzo Colleoni chiamato Carpione ridiscese la val Seriana, cercando di compiere azioni belliche che avrebbero consentito, il ritorno a Bergamo.

I tre, con un piccolo esercito, attaccarono e conquistarono la torre di Nembro, stanziandosi poi nella casa di Giorgio del Zoppo a Torre Boldone, mentre altri estrinseci attaccavano Ranica e il castello di Biandazzo, sconfiggendo il podestà Lodrisio Visconti. Contemporaneamente i cremonesi con altri bergamaschi riuscirono a liberare Cologno al Serio.
 A questo punto bisognava liberare la città.
Giorgio e gli altri credevano che ormai i Suardi avevano completamente consegnato la città ai Visconti, che si erano in questo modo impadroniti di tutti i loro bene, mettendo gravi frodi sulla città, pensarono quindi di liberarla dagli usurpatori e per far questo decisero di attuare un piano di isolamento della città medesima per non permettere ai Visconti l'approvvigionamento dei beni di prima necessità, isolandoli da Milano e obbligandoli a cedere.
Principalmente serviva distruggere il ponte sul Brembo isolando la parte verso Ponte San Pietro, mentre a Cologno al Serio doveva arrivare in appoggio le cavalleria comandata da Ponzino Ponzone. Ma il piano non riuscì, lungo il ponte arrivarono ben mille fanti con gli intrinserci di Bergamo al comando di Ludrisio Visconti, mentre i Suardi impedirono alla cavalleria cremonese di venire in appoggio al Del Zoppo che venne fatto prigioniero con il Colleoni, mentre Belfantino Rivola venne assassinato.
A questo punto fu molto facile per i ghibellini riconquistare i paesi ormai rimasti senza difesa compiendo crudeltà e violenze, anche se i guelfi rimasti non si piegarono a questa soluzione, e iniziarono a derubare i carri di merci che dovevano rifornire la città e la sua periferia. 

Matteo Visconti capì molto presto che non si poteva governare una città con nemici nel suo interno, fece quindi convocare i due prigionieri e con loro trovò un concordato: i Visconti promisero che la loro signoria sarebbe stata limitata nel tempo, di soli 30 mesi e che sarebbe stata una signoria libera, e così il 7 luglio 1315, i Visconti divennero i signori di Bergamo. I tre furono liberati anche con il supporto di Guglielmo Longhi cardinale in Francia presso la sede papale di Avignone, questi promise che entro quindici giorni dalla loro liberazione avrebbero lasciato essere sotto la sua custodia, potendo fare ritorno a Bergamo solo dopo licenza dell'imperatore.
La famiglia Visconti nei successori di Matteo ebbe non pochi problemi incrementati dalla elezione al soglio pontificio di Papa Giovanni XXII e Bergamo si ritrovò ad aver bisogno della protezione di Giovanni da Boemia e fu proprio Giorgio Del Zoppo tra i delegati del popolo con Isnardo Colleoni, Recuperato Rivola, Alberto Suardi a compiere atto di dedizione offrendogli la signoria. Sicuramente non erano queste le volontà del Del Zoppo, ma molti anni erano trascorsi, inoltre la sorella Maffiola, aveva sposato il ghibellino Jacopo Suardi, il cugino Plegapano era stato eletto a far parte dei 24 sapienti della città dal ghibellino Alberto Suardi, e gli amici che ormai aveva perso gli fecero accettare questo incarico, ma come suo ultimo atto pubblico. 
Il Del Zoppo si ritirerà a vita privata nella sua casa di Torre Boldone.

### Vita privata e testamento

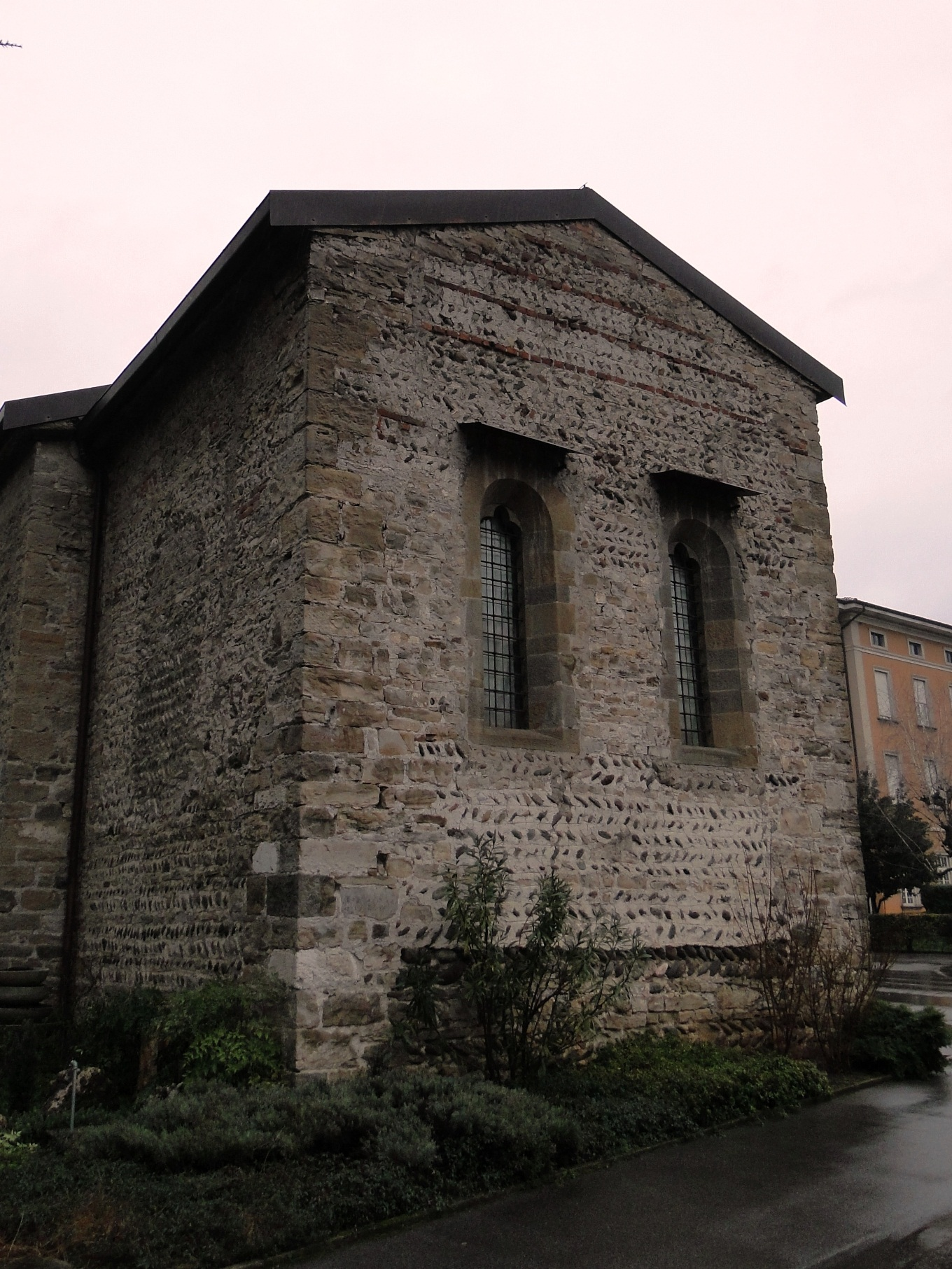
Torre Boldone Monastero di Santa Maria Assunta

Malgrado Giorgio possedesse molti immobili in Bergamo come la Torre del Gombito, la casa in san Pancrazio o a San Michele dell'Arco e una parte del castello di Costa di Mezzate, si ritirò a vita privata nella sua casa di Torre Boldone, con la giovane moglie Anexina, che aveva sposato nel 1324 in seconde nozze, e che aveva conosciuto nella sua fuga del 1314 quando venne ospitato dai Bucelleni nel castello Ginami di Gromo.
Nel 1342 quando doveva avere circa cinquant'anni, si ammalò e venne ospitato presso il convento di sant'Agostino di Bergamo, dove il 28 luglio decise di fare testamento. Le sue disposizioni testamentarie si divisero in varie categorie, una parte per i parenti e amici, una parte per chiese e conventi, una per la chiesa di Torre Boldone, e una parte che riguardava la moglie e le sue scelte. Il Del Zoppo morì presumibilmente il 21 agosto del medesimo anno, venne sepolto nel convento di Sant'Agostino in Bergamo, alla Fara, dove è visibile l'epigrafe della sua lastra tombale.
Anexina avrebbe dovuto decidere nei primi quattro mesi successivi alla morte del consorte, se vivere nella casa di Torre Boldone, trasformare questa in un monastero e in una chiesa. Il 15 dicembre 1342 espresse le sue volontà alla presenza di notai, desiderava ricevere i voti monacali aprendo un monastero dell'ordine agostiniano, in questo modo tutti i beni che erano in Torre Boldone restarono a lei per l'uso monastico, il padre Bono Bucelleni aveva la possibilità come curatore testamentario di incrementare questi beni nel caso non fossero stati sufficienti al mantenimento del monastero. Nella primavera del 1343 risulta che Anexina era suora badessa del monastero con la posa della prima pietra della chiesa di Santa Maria di Torre

La lapide conservata nel chiostro minore della monastero di Sant'Agostino di Bergamo riporta la scritta
((Questo monumento è di Martino de Palazzoli e del suo famigliare Giorgio del Zoppo 1315 – Lapide presente nel chiostro del convento agostiniano di Bergamo)